# Blockführer
À ne pas confondre avec le poste de Blockleiter.

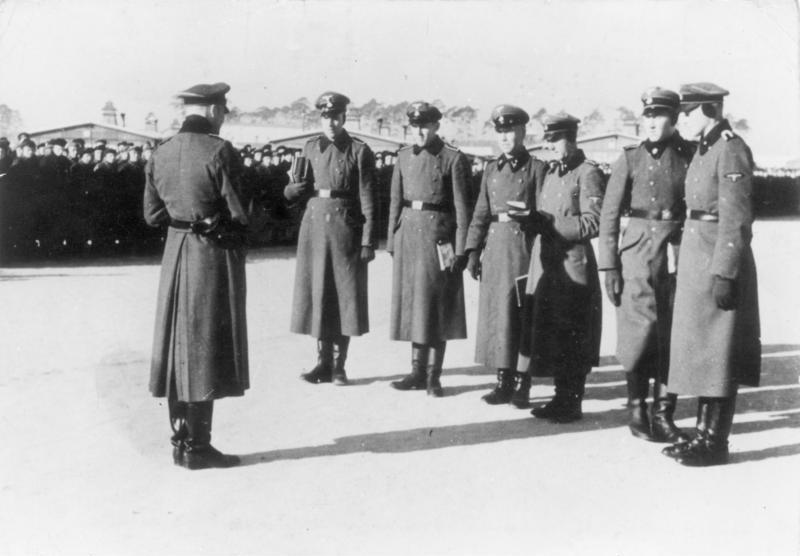
L'officier de rapport Campe avec six blockführers au camp de concentration d'Oranienbourg-Sachsenhausen en 1945.

La fonction de Blockführer était attribuée à des sous-officiers de la formation têtes de mort qui travaillaient au sein des camps de concentration. Un blockführer était généralement en charge d'une baraque de 200 à 300 prisonniers de camps de concentration, nombre qui pouvait monter jusqu'à 1000 dans les grands centres de concentration. Le chef de bloc effectue notamment des tâches comme la prise de présences quotidiennes, la supervision du travail des prisonniers et la distribution des rations. Les sous-officiers qui occupaient ce poste étaient majoritairement des caporaux ou des sergents.